# 울산 등용사 고봉화상선요
고봉화상선요(高峰和尙禪要)는 울산광역시 동구 등용사에 있는 조선시대의 책이다. 2016년 2월 4일 울산광역시의 문화재자료 제24호로 지정되었다.

## 개요
「고봉화상선요」는 중국 송나라의 고승 고봉의 법문을 모아 엮은 책으로 조선중기 이후 승려들의 이력(履歷)과정이 확립되면서 사집과의 과목으로 채택되어 조선시대에 가장 많이 간행되었던 선서(禪書) 가운데 하나이다. 비록 임진왜란 직후에 간행되었으나 현전(現傳)하는 수는 그리 많지 않은 편이다.
「고봉화상선요」는 판본이 매우 다양하므로 이 판본도 계통, 형식 등 판본 간의 비교연구에 좋은 자료가 되며, 또한 본서에는 구절마다 구결이 기록되어 있어 당시 구결 연구에 중요한 자료임으로 문화재자료로 지정하여 연구하고, 관리․보존할 만한 가치가 있는 것으로 판단된다.